# Süpercross Baden

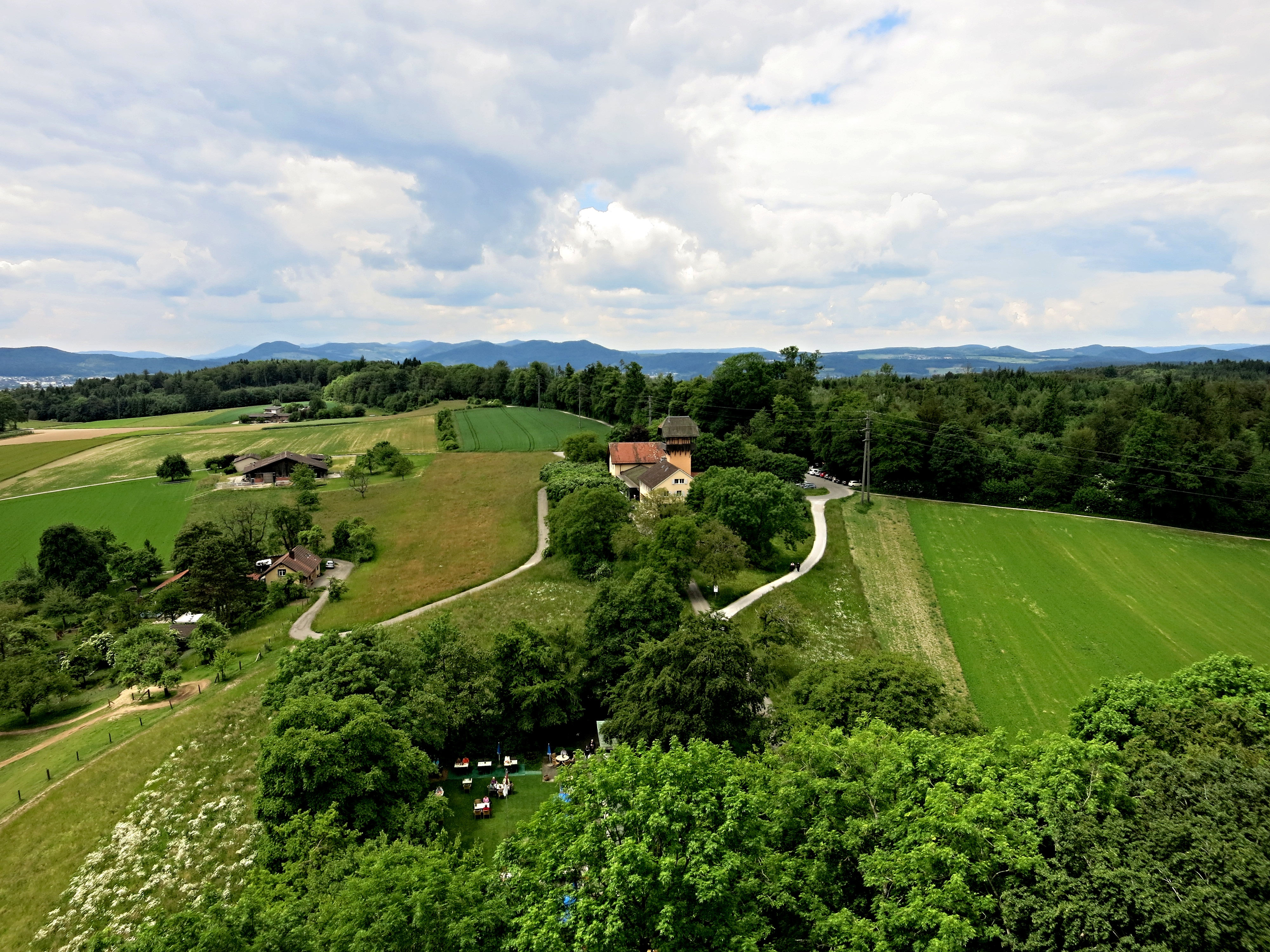
Schauplatz des Geschehens war die Baldegg oberhalb von Baden.

Das Süpercross Baden ist ein seit 2011 ausgetragenes internationales Radquerrennen in der Schweiz.

## Organisation
Das Rennen findet seit 2011 auf der Baldegg statt, dem Naherholungsgebiet oberhalb der Stadt Baden. Der Termin des Rennens lag bei allen bisherigen Austragungen Mitte September. Die erste Austragung wurde als Wettbewerb der Klasse C2 ausgetragen, 2012 wurde der Cross zu einem C1-Rennen aufgewertet.
Das Süpercross Baden war ab 2014 Teil der internationalen Schweizer Radquerserie EKZ CrossTour. Veranstalter ist der Verein Süpercycling Baden, Präsident des Organisationskomitees ist Christian Rocha. In der Saison 2019/2020 setzte der Süpercross zugunsten der in Baden organisierten Schweizer Meisterschaften aus, bei denen Lars Forster bzw. Zina Barhoumi gewannen. 2020 fand das Rennen wieder wie gewohnt statt.
2021 wurde der Süpercross nicht abgehalten, da die EKZ CrossTour nach Rückzug des Hauptsponsors aufgeben musste. Eine Neuauflage des Süpercross für 2022 war zu diesem Zeitpunkt angedacht, wurde aber noch nicht umgesetzt; im neu geschaffenen Swiss Cyclocross Cup war Baden bislang nicht vertreten.

## Palmarès

### Männer
| Jahr | Sieger                                        | Zweiter                                       | Dritter                                       |
| ---- | --------------------------------------------- | --------------------------------------------- | --------------------------------------------- |
| 2011 | Zdeněk Štybar                                 | Francis Mourey                                | Lukas Flückiger                               |
| 2012 | Francis Mourey                                | Lukas Flückiger                               | Enrico Franzoi                                |
| 2013 | Philipp Walsleben                             | Francis Mourey                                | Egoitz Murgoitio                              |
| 2014 | Francis Mourey                                | Philipp Walsleben                             | Bryan Falaschi                                |
| 2015 | Philipp Walsleben                             | Francis Mourey                                | Laurens Sweeck                                |
| 2016 | Klaas Vantornout                              | Eli Iserbyt                                   | Michael Boroš                                 |
| 2017 | Klaas Vantornout                              | Nicola Rohrbach                               | Nicolas Cleppe                                |
| 2018 | David van der Poel                            | Nicola Rohrbach                               | Dieter Vanthourenhout                         |
| 2019 | nicht ausgetragen (Schweizer Meisterschaften) | nicht ausgetragen (Schweizer Meisterschaften) | nicht ausgetragen (Schweizer Meisterschaften) |
| 2020 | Lars Forster                                  | Vincent Bastaens                              | Kevin Kuhn                                    |

### Frauen
| Jahr | Siegerin                                      | Zweite                                        | Dritte                                        |
| ---- | --------------------------------------------- | --------------------------------------------- | --------------------------------------------- |
| 2011 | Hanka Kupfernagel                             | Jasmin Achermann                              | Pavla Havlíková                               |
| 2012 | Marlène Petitgirard                           | Jasmin Achermann                              | Lucie Chainel                                 |
| 2013 | Sanne Cant                                    | Sophie de Boer                                | Nicole Koller                                 |
| 2014 | Eva Lechner                                   | Nicole Koller                                 | Sanne Cant                                    |
| 2015 | Eva Lechner                                   | Pavla Havlíková                               | Sina Frei                                     |
| 2016 | Eva Lechner                                   | Christine Majerus                             | Sina Frei                                     |
| 2017 | Annemarie Worst                               | Pavla Havlíková                               | Laura Verdonschot                             |
| 2018 | Elisabeth Brandau                             | Pavla Havlíková                               | Denise Betsema                                |
| 2019 | nicht ausgetragen (Schweizer Meisterschaften) | nicht ausgetragen (Schweizer Meisterschaften) | nicht ausgetragen (Schweizer Meisterschaften) |
| 2020 | Elisabeth Brandau                             | Nicole Koller                                 | Nicole Göldi                                  |